# Serrivomer lanceolatoides
Serrivomer lanceolatoides is een  straalvinnige vissensoort uit de familie van zaagtandalen (Serrivomeridae). De wetenschappelijke naam van de soort is voor het eerst geldig gepubliceerd in 1916 door Schmidt.
De soort staat op de Rode Lijst van de IUCN als niet bedreigd, beoordelingsjaar 2009.